# Ian Walker
Ian Michael Walker (Watford, 31 de Outubro de 1971) é um treinador de goleiros e ex-futebolista inglês, que atuava como goleiro. Atualmente, treina os goleiros do Shanghai SIPG, da China.

## Carreira
Jogava na posição de goleiro e ganhou fama pela sua passagem no Tottenham, clube pelo qual jogou por 12 anos. Pela Seleção Inglesa, disputou a Eurocopa de 1996 e a Eurocopa de 2004, como terceiro goleiro. Foi campeão da Copa da Liga Inglesa pelo Tottenham na temporada 1998-99.
Após encerrar a carreira em 2008, Walker virou técnico. Seu primeiro time foi o Bishop's Stortford, porém logo saiu. Em 2012, tomou um novo rumo em sua carreira, tornou-se treinador de goleiros. Assinou um contrato com o Shanghai Shenhua, clube do seu companheiro de Bolton, Nicolas Anelka. Por lá ficou por 2 anos. 
Em 2014, outro clube chinês o contratou, o Shanghai Dongya. Ian assinou contrato até 2017. 